# Conservatorio de San Petersburgo

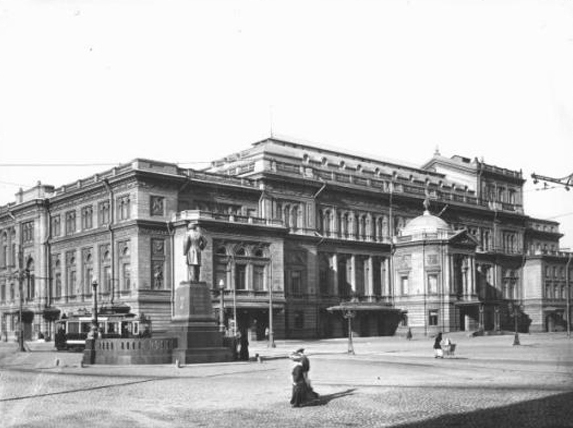
Esquina del Teatro y el Conservatorio en 1913.

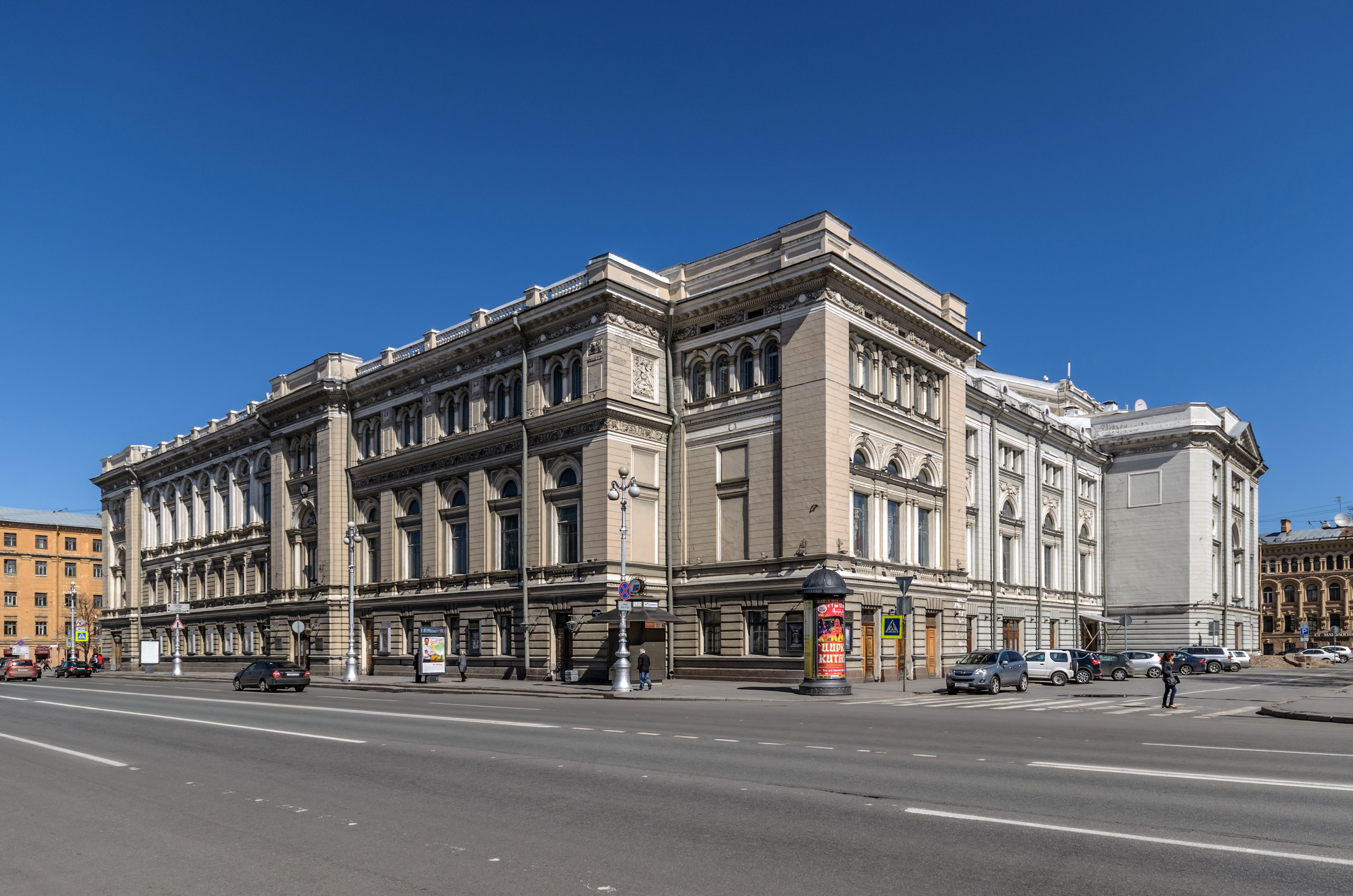
El Conservatorio visto en 2013.

El Conservatorio de San Petersburgo (Санкт-Петербургская консерватория en ruso; Sankt-Peterbúrgskaya konservatóriya en transliteración) es un conservatorio en San Petersburgo. Su nombre completo es Conservatorio Estatal de San Petersburgo luego llamado N.A. Rimski-Kórsakov (Санкт-Петербургская государственная консерватория имени Н.А. Римского-Корсакова); nombres antiguos fueron Conservatorio de Petrogrado (Петроградская консерватория) y Conservatorio de Leningrado (Ленинградская консерватория).

## Historia
El conservatorio fue fundado en 1862 por el pianista y compositor Antón Rubinstein. El actual edificio fue construido en los años 1890 en la antigua ubicación del Teatro Bolshói Kámenny (ru:Большой театр (Санкт-Петербург)) y aún conserva una gran escalera y descansillo de aquel histórico teatro. Rimski-Kórsakov se unió a la facultad en 1871 y el conservatorio recibió su nombre a partir de 1944. Como centro de la escuela rusa de composición (junto al Conservatorio de Moscú, fundado poco después), entre sus graduados están eminencias como Piotr Ilich Chaikovski, Serguéi Prokófiev, Dmitri Shostakóvich y George Balanchine. Durante los años 1960, Shostakóvich enseñó en el Conservatorio: entre sus alumnos estuvieron Guerman Ókunev y Borís Tíschenko.
Centro fundamental de la cultura musical rusa y europea junto con el Conservatorio de Moscú (fundado unos años más tarde por Nikolái Rubinstein), cuenta entre sus estudiantes y profesores algunas de las personalidades más distinguidas de la música rusa de finales del siglo XIX y XX.
En 2004, el conservatorio tenía cerca de 275 docentes en su plantilla y 1400 estudiantes.
En 2014, un documental sobre el conservatorio titulado Una lección de música fue realizado por la directora francesa Marie-Ange Gorbanevsky.

## Directores y rectores
- Antón Rubinstein (1862–1867 y 1887-1891)
- Nikolái Zaremba (1867–1871)
- Mijaíl Azanchevski (1871–1876)
- Karl Davýdov (1876–1887)
- Julius Johannsen (1891–1897)
- Auguste Bernhard (1897–1905)
- Aleksandr Glazunov (1905–1928 (formalmente 1930) – rector)
- Alekséi Mashírov (1930–1933)
- Veniamín Buchstein (1935–1936)
- Borís Zagurski (1936-1939 - rector)
- Pável Serebryakov (1939—1952, 1962—1977)
- Yuri Briushkov (1952–1962)
- Yuri Bolshiyánov (1977–1979)
- Vladislav Chernushenko (1979–2002)
- Sergei Roldugin (2002–2004)
- Aleksandr Chaikovski (2004–2008)
- Serguéi Stádler (2008–2011)
- Mijaíl Gantvarg (2011-2015)
- Alekséi Vasíliev (2015-)

## Graduados sobresalientes
- Antón Arenski - compositor
- George Balanchine – coreógrafo
- Aleksandr Barántschik - violinista
- Richard Burgin – violinista, director
- Semión Bychkov - compositor
- Leonid Desyátnikov – compositor
- Piotr Chaikovski - compositor
- Piotr Chernobrivets – compositor, musicólogo
- Serguéi Diáguilev – empresario y coreógrafo
- Sandra Drouker - pianista
- Heino Eller – compositor
- Valeri Guérguiyev – director
- Jascha Heifetz – violinista
- Aleksandr Ilyinski - compositor
- Mariss Jansons – director
- Alfrēds Kalniņš – compositor, organista
- Artur Kapp – compositor
- Yuri Khanon – compositor, escritor, cineasta.
- Eduard Khil – cantante
- Gustav Kross - pianista
- Miroslav Kultyshev
- Nadine Koutcher – cantante de ópera
- Eugene Levinson - Double bassist
- Anatoli Liádov
- Sasha Mäkilä – director finlandés
- Witold Maliszewski
- Nathan Milstein – violinista
- Nevsky String Quartet
- Tomomi Nishimoto - director
- Nikolai Obukhov – compositor
- Leo Ornstein – compositor
- Serguéi Prokófiev – compositor
- Nadia Reisenberg - pianista
- Clara Rockmore
- Ilya Serov - trompeta
- Don Shirley - pianista, compositor
- Dmitri Shostakovich – compositor
- Vladimir Sofronitsky – pianista
- Grigory Sokolov – pianista
- Pyotr Ilyich Chaikovski – compositor
- Yuri Temirkanov – director
- Dimitri Tiomkin – pianista, compositor
- Zino Vinnikov – violinista
- Solomon Volkov – musicólog
- Ivan Yershov – cantante
- Anna Yesipova – pianista
- Mijaíl Youdin – compositor
- Maria Yudina – pianist
- David Serero - cantante de ópera
- Anatoly Zatin - compositor, pianista, director
- Valery Zhelobinsky – pianista, compositor
- Efrem Zimbalist - violinista
- Leonid Balay - compositor

|}

## Enlaces
- Sitio Oficial (en ruso y en inglés)

- Datos: Q178416
- Multimedia: Saint Petersburg Conservatory / Q178416